# Ортаагаш
Ортаага́ш (каз. Ортаағаш) — село у складі Зерендинського району Акмолинської області Казахстану. Входить до складу Кизилегіського сільського округу.
Населення — 204 особи (2021; 327 у 2009, 412 у 1999, 446 у 1989).
Національний склад станом на 1989 рік:
- казахи — 100 %.